# Рогачі (Сім'ятицький повіт)
Рогачі (Роґаче, пол. Rogacze) — село в Польщі, у гміні Милейчиці Сім'ятицького повіту Підляського воєводства. Населення — 116 осіб (2011).

## Історія
Вперше згадується 1525 року.
У 1975—1998 роках село належало до Білостоцького воєводства.

## Демографія
Демографічна структура станом на 31 березня 2011 року:
|          | Загалом | Допрацездатний вік | Працездатний вік | Постпрацездатний вік |
| -------- | ------- | ------------------ | ---------------- | -------------------- |
| Чоловіки | 53      | 5                  | 33               | 15                   |
| Жінки    | 63      | 8                  | 21               | 34                   |
| Разом    | 116     | 13                 | 54               | 49                   |

## Релігія
У селі міститься парафіяльна церква Народження Пресвятої Богородиці. У 1624 році власник села Сасин-Калічицький перебудував рогачівську церкву. У 1872 році стара церква згоріла. У 1873 році із села Дубини в Рогачі була перевезена сучасна дерев'яна церква.